# Dolors Prats i Marganet
Dolors Prats Marganet (Ripoll, 1905 - 2005) fou una militant anarquista i teixidora catalana).

## Biografia
Als 14 anys es posa a treballar al tèxtil i ingressa a Filatures Gratallops, on va treballar fins al 1936, en què passà a exercir de secretària sindical de la secció de la Confederació Nacional del Treball. El 1919 havia participat en les vagues en demanda de les 8 hores que tingueren lloc en tot el Ripollès i que van comportar que nombrosos esquirols, custodiats per la guàrdia civil, ocupessin el lloc dels vaguistes entre les protestes dels treballadors. La vaga va durar 9 setmanes, durant les quals els treballadors no van cobrar. Dolors va participar-hi i va confeccionar cartells (era de les poques que sabien llegir i escriure), que van enganxar per totes les poblacions cridant a la vaga i en contra dels patrons.
El 1936 formà part dels col·lectivitzadors de la indústria tèxtil, sobretot a Cal Boter, on per primera vegada va haver-hi igualtat de salaris entre homes i dones i es treballava en millors horaris. Aquest mateix any, casada amb Joan, va acollir un nen refugiat de Madrid, Carlos, que s'emportà en la seva diàspora cap a França, juntament amb la seva germana Clara. Era conscient que corria un gran perill de ser denunciada pel seu passat anarcosindicalista i perquè havia amagat armes a casa seva. Són internats al camp de concentració de Magnac-Laval prop de Llemotges. El febrer de 1940 són retornats a Espanya sense el seu consentiment per les autoritats col·laboracionistes, com altres centenars de refugiats. Veient el perill de ser denunciada igual que molts dels seus veïns, Dolors està dos mesos clandestinament a Barcelona, però decideix a la fi passar una altra vegada la frontera. Les seves peripècies per poder treballar són incontables, no disposa de papers que regularitzin la seva situació. Treballarà com a dona de fer feines, en una pedrera, o cosint. Al desembre de 1940 decideix amb dues amigues marxar cap a Tolosa de Llenguadoc. Durant tots aquests anys forma part del nucli anarcosindicalista tolosenc que resideix a l'exili, i intervé en episodis de la resistència armada antifranquista, fins als anys 50.
A la mort del dictador, Dolors retorna a Ripoll, l'any 1976, tot i que segueix molt vinculada a França, i a les lluites socials, i participa activament, per exemple, en el moviment dels "Sans papiers" del 1999.